# Wereldkampioenschappen kortebaanzwemmen 1997
Göteborg was gastlocatie van de derde editie van de wereldkampioenschappen zwemmen kortebaan. Het toernooi in de Zweedse stad had plaats van donderdag 17 april tot en met zondag 20 april 1997, en werd gehouden in het tot zwemarena omgebouwde Scandinavium-stadion, dat normaliter dienstdoet als ijshockeystadion. In vier dagen kwamen in totaal 45.000 toeschouwers kijken.
Het evenement, met zesduizend toeschouwers dagelijks uitverkocht, groeide uit tot een van de succesvolste edities tot dusver, getuige onder meer de zeven wereld- en vier Europese records, én deelname van 501 zwemmers uit 71 landen. Net als twee jaar eerder in de Wereldkampioenschappen kortebaanzwemmen 1995 in Rio de Janeiro werd Nederland vertegenwoordigd door slechts twee (dezelfde) zwemmers (Carla Geurts en Angela Postma), omdat de rest van de KNZB-ploeg voorrang gaf aan de voorbereiding(en) op de Europese kampioenschappen zwemmen 1997 op de langebaan (50 meter) in Sevilla.

## Uitslagen

### Donderdag 17 april 1997
A-finale 100 meter vlinderslag mannen
1. Lars Frölander (Zweden) 51,95
2. Geoff Huegill (Australië) 51,99
3. Michael Klim (Australië) 52,02
4. James Hickman (Groot-Brittannië) 52,22
5. Denys Sylantjev (Oekraïne) 52,63
6. Nate Dusing (Verenigde Staten) 52,64
7. Eddie Parenti (Canada) 52,71
8. Garret Pulle (Canada) 52,74
B-finale
9. Denis Pankratov (Rusland) 52,48
10. Francisco Sánchez (Venezuela) 52,80
11. Konstantin Ushkov (Rusland) 53,12
12. Qiang Zhang (China) 53,19
13. Theo Verster (Zuid-Afrika) 53,29
14. Ola Fagerstrand (Zweden) 53,41
15. Thomas Rupprath (Duitsland) 53,72
16. Hugo Duppre (Brazilië) 53,83
A-finale 200 meter vlinderslag vrouwen
1. Limin Liu (China) 2.07,20
2. Hitomi Kashima (Japan) 2.07,34
3. Misty Hyman (Verenigde Staten) 2.07,54
4. Yun Qu (China) 2.08,74
5. Johanna Sjöberg (Zweden) 2.09,25
6. Mette Jacobsen (Denemarken) 2.09,28
7. Jessica Deglau (Canada) 2.10,73
8. Angela Kennedy (Australië) 2.13,73
B-finale
9. Katrin Jake (Duitsland) 2.10,56
10. Sophia Skou (Denemarken) 2.11,18
11. Margaretha Pedder (Groot-Brittannië) 2.11,35
12. Lia Oberstar (Verenigde Staten) 2.11,53
13. Catherine Surya (India) 2.11,66
14. Andrea Schwartz (Canada) 2.12,66
15. Barbara Franco (Spanje) 2.12,75
16. Silvia Szalai (Duitsland) 2.17,94
A-finale 200 meter vrije slag mannen
1. Gustavo Borges (Brazilië) 1.45,45
2. Trent Bray (Nieuw-Zeeland) 1.45,81
3. Lars Conrad (Duitsland) 1.46,44
4. Michael Klim (Australië) 1.46,72
5. William Kirby (Australië) 1.47,32
6. Andrew Clayton (Groot-Brittannië) 1.47,71
7. Yoav Bruck (Israël) 1.47,83
8. Anders Lyrbring (Zweden) 1.48,95
B-finale
9. Aimo Heilmann (Duitsland) 1.47,31
10. Igor Koleda (Wit-Rusland) 1.47,74
11. Fernando Saez (Brazilië) 1.48,16
12. Mark Stevens (Groot-Brittannië) 1.48,45
13. Nicolae Butacu (Roemenië) 1.48,66
14. Dimitris Manganas (Griekenland) 1.49,15
15. Petter Lindh (Zweden) 1.49,17
16. Clayton Jones (Verenigde Staten) 1.49,58
A-finale 100 meter vrije slag vrouwen
1. Jenny Thompson (Verenigde Staten) 53,46
2. Sandra Völker (Duitsland) 53,50
3. Jingyi Le (China) 53,72
4. Martina Moravcová (Slowakije) 54,04
5. Ying Shan (China) 54,31
6. Sue Rolph (Groot-Brittannië) 54,43
7. Katrin Meißner (Duitsland) 54,91
8. Therese Alshammar (Zweden) 55,18
B-finale
9. Lindsey Farella (Verenigde Staten) 55,14
10. Sarah Ryan (Australië) 55,33
11. Laura Nicholls (Canada) 55,82
12. Luminita Dobrescu (Roemenië) 55,83
13. Dita Zelviene (Litouwen) 55,98
14. Judith Draxler (Oostenrijk) 56,05
15. Claire Huddart (Groot-Brittannië) 56,19
16. Leah Martindale (Barbados) 56,20
A-finale 400 meter wisselslag mannen
1. Matthew Dunn (Australië) 4.06,89
2. Xufeng Xie (China) 4.12,52
3. Christian Keller (Duitsland) 4.12,53
4. Ron Karnaugh (Verenigde Staten) 4.12,53
5. Trent Steed (Australië) 4.13,04
6. Xavier Marchand (Frankrijk) 4.18,47
8. Josef Horky (Tsjechië) 4.19,35
B-finale
9. Marko Milenkovic (Slovenië) 4.18,80
10. Valeri Kalmikovs (Letland) 4.19,75
11. Toshiaki Kurasawa (Japan) 4.20,03
12. Adrian Andermatt (Zwitserland) 4.20,86
13. Alejandro Bermudez (Colombia) 4.21,09
14. Philip Weiss (Canada) 4.21,63
15. Jean-Yves Faure (Frankrijk) 4.21,69
16. Michael Jacobson (Zweden) 4.23,55
A-finale 400 meter wisselslag vrouwen
1. Emma Johnson (Australië) 4.35,18
2. Sabine Herbst (Duitsland) 4.36,02
3. Joanne Malar (Canada) 4.37,46
4. Yan Chen (China) 4.39,22
5. Jennifer Parmenter (VS) 4.39,97
6. Rachel Harris (Australië) 4.42,27
7. Carrie Burgoyne (Canada) 4.42,58
8. Yanyan Wu (China) 4.42,99
B-finale
9. Pavla Chrastova (Tsjechië) 4.42,59
10. Shelly Ripple (Verenigde Staten) 4.43,98
11. Nadege Cliton (Frankrijk) 4.48,30
12. Mirjana Bosevska (Macedonië) 4.49,10
13. Martina Nemec (Oostenrijk) 4.49,32
14. Dagmar Majerova (Tsjechië) 4.50,47
15. Amanda Clegg (Zuid-Afrika) 4.52,49
16. Petra Chaves (Portugal) 4.54,99
A-finale 4×100 meter wisselslag mannen
1. AUSTRALIË 3.30,66 (wereldrecord)
Adrian Radley 52,72
Phil Rogers 59,39
Geoff Huegill 51,35
Michael Klim 47,20
2. RUSLAND 3.32,56 (Europees record)
Vladimir Selkov 53,30
Stanislav Lopukhov 59,16
Denis Pankratov 51,38
Roman Egorov 48,72
3. GROOT-BRITTANNIË 3.32,61
4. DUITSLAND 3.34,28
5. ZWEDEN 3.35,99
6. VERENIGDE STATEN 3.36,06
7. CANADA 3.36,93
CHINA DSQ
A-finale 4×200 meter vrije slag vrouwen
1. CHINA 7.51,92 (wereldrecord)
Luna Wang 1.57,01
Yun Nian 1.56,35
Yan Chen 1.59,76
Ying Shan 1.58,80
2. ZWEDEN 7.56,04
3. AUSTRALIË 7.56,12
4. DUITSLAND 7.58,04
5. GROOT-BRITTANNIË 7.59,18
6. CANADA 8.02,80
7. DENEMARKEN 8.03,37
8. TSJECHIË 8.20,97

### Vrijdag 18 april 1997
A-finale 50 meter vrije slag vrouwen
1. Sandra Völker (Duitsland) 24,70 (Europees record)
2. Jenny Thompson (Verenigde Staten) 24,78
3. Jingyi Le (China) 24,83
4. Katrin Meißner (Duitsland) 25,13
5. Leah Martindale (Barbados) 25,32
6. Sue Rolph (Groot-Brittannië) 25,41
7. Therese Alshammar (Zweden) 25,54
8. Siobhan Cropper (Trinidad & Tobago) 25,68
B-finale
9. Na Chao (China) 25,47
10. Angela Postma (Nederland) 25,48
11. Natalya Mescheryakova (Rusland) 25,57
12. Judith Draxler (Oostenrijk) 25,67
13. Dita Zelviene (Litouwen) 25,78
14. Charlene Wittstock (Zuid-Afrika) 25,85
15. Laura Nicholls (Canada) 25,89
Angela Kennedy (Australië) DSQ
A-finale 100 meter schoolslag mannen
1. Patrik Isaksson (Zweden) 59,99
2. Stanislav Lopukhov (Rusland) 1.00,05
3. Jens Kruppa (Duitsland) 1.00,18
4. Richard Maden (Groot-Brittannië) 1.00,32
5. Phil Rogers (Australië) 1.00,46
6. Andrei Perminov (Rusland) 1.00,56
7. Qiliang Zeng (China) 1.00,66
8. Alexander Goukov (Wit-Rusland) 1.00,89
B-finale
9. Roman Havrlant (Tsjechië) 1.00,91
10. Patrick Schmollinger (Oostenrijk) 1.01,06
11. Chikara Nakashita (Japan) 1.01,14
12. Daniel Malek (Tsjechië) 1.01,23
13. Russell Patrick (Canada) 1.01,64
14. José Couto (Portugal) 1.01,79
15. Jens Johansson (Zweden) 1.01,84
16. Ryan Mitchell (Australië) 1.02,34
A-finale 200 meter schoolslag vrouwen
1. Kristy Ellem (Australië) 2.22,68
2. Larisa Lacusta (Roemenië) 2.25,60
3. Alicja Peczak (Polen) 2.25,62
4. Wei Wang (China) 2.26,16
5. Amanda Beard (Verenigde Staten) 2.27,29
6. Julia Russell (Zuid-Afrika) 2.27,36
7. Tong Mi (China) 2.27,83
8. Rebecca Brown (Australië) 2.29,52
B-finale
9. Lenka Manhalova (Tsjechië) 2.26,86
10. Anne Poleska (Duitsland) 2.27,08
11. Tara Sloan (Canada) 2.27,35
12. Lena Eriksson (Zweden) 2.27,40
13. Britta Vestergaard (Denemarken) 2.29,84
14. Elin Austevoll (Noorwegen) 2.30,11
15. Petra Dufkova (Tsjechië) 2.30,35
16. Jaime King (Groot-Brittannië) 2.31,84
A-finale 400 meter vrije slag mannen
1. Jacob Carstensen (Denemarken) 3.43,44
2. Chad Carvin (Verenigde Staten) 3.43,73
3. Grant Hackett (Australië) 3.43,83
4. Paul Palmer (Groot-Brittannië) 3.43,90
5. Jörg Hoffmann (Duitsland) 3.43,93
6. Dimitris Manganas (Griekenland) 3.48,76
7. Graeme Smith (Groot-Brittannië) 3.51,56
8. Luiz Lima (Brazilië) 3.51,80
B-finale
9. Igor Koleda (Wit-Rusland) 3.49,15
10. Mark Johnston (Canada) 3.49,95
11. Masato Hirano (Japan) 3.50,74
12. Ron Voordouw (Canada) 3.50,83
13. Torlarp Sethsothorn (Thailand) 3.50,83
14. William Kirby (Australië) 3.51,64
15. Fernando Saez (Brazilië) 3.52,11
16. Jonas Lundström (Zweden) 3.53,31
A-finale 200 meter vrije slag vrouwen
1. Claudia Poll (Costa Rica) 1.54,17 (wereldrecord)
2. Yun Nian (China) 1.56,24
3. Martina Moravcová (Slowakije) 1.56,66
4. Luna Wang (China) 1.56,71
5. Antje Buschschulte (Duitsland) 1.57,89
6. Johanna Sjöberg (Zweden) 1.57,89
7. Luminita Dobrescu (Roemenië) 1.59,14
8. Julia Greville (Australië) 1.59,16
B-finale
9. Claire Huddart (Groot-Brittannië) 1.59,16
10. Karen Pickering (Groot-Brittannië) 1.59,23
11. Britt Raaby (Denemarken) 1.59,76
12. Lorena Diaconescu (Roemenië) 1.59,91
13. Malin Svahnström (Zweden) 2.00,25
14. Sophie Simard (Canada) 2.00,91
15. Jessica Deglau (Canada) 2.01,35
16. Ana Alegria (Portugal) 2.01,92
A-finale 200 meter rugslag mannen
1. Neisser Bent (Cuba) 1.54,21
2. Wei Wang (China) 1.54,82
3. Vladimir Selkov (Rusland) 1.55,15
4. Adam Ruckwood (Groot-Brittannië) 1.55,55
5. Adrian Radley (Australië) 1.55,67
6. Emanuele Merisi (Italië) 1.55,92
7. Keitaro Konnai (Japan) 1.57,63
8. Sergei Ostapchuk (Rusland) 1.57,79
B-finale
9. Brian Retterer (Verenigde Staten) 1.56,83
10. Rogerio Romero (Brazilië) 1.57,60
11. Mark Versfeld (Canada) 1.58,07
12. Nicolae Butacu (Roemenië) 1.58,18
13. Miroslav Machovic (Slowakije) 1.58,59
14. Arunas Savickas (Litouwen) 1.59,35
15. Nathaniel Dusing (Verenigde Staten) 2.00,28
16. Mattias Ohlin (Zweden) 2.01,49
A-finale 100 meter rugslag vrouwen
1. Donghua Lu (China) 59,75
2. Yan Chen (China) 1.00,14
3. Misty Hyman (Verenigde Staten) 1.00,17
4. Lia Oberstar (Verenigde Staten) 1.01,11
5. Olga Kochetkova (Rusland) 1.01,24
6. Tomoko Hagiwara (Japan) 1.01,25
7. Meredith Smith (Australië) 1.01,28
Sandra Völker (Duitsland) DSQ
B-finale
9. Antje Buschschulte (Duitsland) 1.00,62
10. Dyana Calub (Australië) 1.01,29
11. Sarah Price (Groot-Brittannië) 1.01,57
12. Zoe Cray (Groot-Brittannië) 1.01,86
13. Francesca Bissoli (Italië) 1.02,08
14. Lisa Virgini (Canada) 1.02,10
15. Anna Kopatchenia (Wit-Rusland) 1.02,26
16. Camilla Johansson (Zweden) 1.02,52
A-finale 4×200 meter vrije slag mannen
1. AUSTRALIË 7.02,74 (wereldrecord)
Michael Klim 1.45,21
Grant Hackett 1.45,61
William Kirby 1.46,41
Matthew Dunn 1.45,51
2. ZWEDEN 7.05,61
3. GROOT-BRITTANNIË 7.05,81
4. DUITSLAND 7.05,90
5. DENEMARKEN 7.15,57
6. VERENIGDE STATEN 7.16,59
7. BRAZILIË 7.18,42
8. NIEUW-ZEELAND 7.19,81
A-finale 800 meter vrije slag vrouwen
1. Natasha Bowron (Australië) 8.26,45
2. Kerstin Kielgass (Duitsland) 8.28,10
3. Carla Geurts (Nederland) 8.28,96
4. Rachel Harris (Australië) 8.29,27
5. Jana Pechanova (Tsjechië) 8.33,40
6. Flavia Rigamonti (Zwitserland) 8.34,37
7. Jennifer Parmenter (VS) 8.34,74
8. Anna Simoni (Italië) 8.37,66

### Zaterdag 19 april 1997
A-finale 100 meter vlinderslag vrouwen
1. Jenny Thompson (Verenigde Staten) 57,79 (wereldrecord)
2. Huijue Cai (China) 57,92
3. Misty Hyman (Verenigde Staten) 57,95
4. Limin Liu (China) 58,26
5. Martina Moravcová (Slowakije) 58,58 (Europees record)
6. Johanna Sjöberg (Zweden) 59,02
7. Angela Kennedy (Australië) 59,23
8. Louise Karlsson (Zweden) 59,44
B-finale
9. Hitomi Kashima (Japan) 59,50
10. Mette Jacobsen (Denemarken) 59,84
11. Svetlana Pozdeeva (Rusland) 1.00,77
12. Sophia Skou (Denemarken) 1.01,07
13. Katrin Jake (Duitsland) 1.01,34
14. Ilaria Tocchini (Italië) 1.01,54
15. Niuvis Rosales (Cuba) 1.01,89
16. Catherine Surya (India) 1.02,14
A-finale 200 meter vlinderslag mannen
1. James Hickman (Groot-Brittannië) 1.55,55
2. Denys Sylantjev (Oekraïne) 1.55,76
3. Scott Goodman (Australië) 1.55,94
4. Shamek Pietucha (Canada) 1.56,55
5. Chris-Carol Bremer (Duitsland) 1.56,94
6. Eddie Parenti (Canada) 1.57,01
7. Thomas Rupprath (Duitsland) 1.57,66
8. Pedro Monteiro (Brazilië) 1.58,15
B-finale
9. Aleksandar Malenko (Macedonië) 1.58,37
10. Nate Dusing (Verenigde Staten) 1.58,50
11. Josef Horky (Tsjechië) 1.59,57
12. Theo Verster (Zuid-Afrika) 1.59,71
13. Michael Watkins (Groot-Brittannië) 2.00,38
14. Adrian Andermatt (Zwitserland) 2.00,46
15. William Kirby (Australië) 2.00,58
16. Mauricio Cunha (Brazilië) 2.02,29
A-finale 400 meter vrije slag vrouwen
1. Claudia Poll (Costa Rica) 4.00,03 (wereldrecord)
2. Natasha Bowron (Australië) 4.05,76
3. Kerstin Kielgass (Duitsland) 4.07,13
4. Luna Wang (China) 4.08,27
5. Julia Greville (Australië) 4.09,81
6. Carla Geurts (Nederland) 4.10,02
7. Jennifer Parmenter (VS) 4.11,78
8. Jana Pechanova (Tsjechië) 4.14,54
B-finale
9. Britt Raaby (Denemarken) 4.10,71
10. Malin Nilsson (Zweden) 4.11,54
11. Anna Simoni (Italië) 4.13,00
12. Victoria Horner (Groot-Brittannië) 4.13,29
13. Flavia Rigamonti (Zwitserland) 4.13,89
14. Desiree Beckers (Duitsland) 4.14,11
15. Laura Nicholls (Canada) 4.14,32
16. Kristina Kynerova (Tsjechië) 4.16,83
A-finale 100 meter vrije slag mannen
1. Francisco Sánchez (Venezuela) 47,86
2. Gustavo Borges (Brazilië) 48,16
3. Michael Klim (Australië) 48,21
4. Lars Frölander (Zweden) 48,24
5. José Meolans (Argentinië) 48,65
6. Ricardo Busquets (Puerto Rico) 49,08
7. Yoav Bruck (Israël) 49,17
8. Christian Tröger (Duitsland) 49,26
B-finale
9= Sion Brinn (Jamaica) 48,66
9= Marcos Hernandez (Cuba) 48,66
11. Lars Conrad (Duitsland) 49,19
12. Oleg Rukhlevich (Wit-Rusland) 49,20
13. Fernando Scherer (Brazilië) 49,35
14. Indrek Sei (Estland) 49,52
15. Richard Upton (Australië) 49,75
16. Nicolae Ivan (Roemenië) 50,48
A-finale 100 meter schoolslag vrouwen
1. Kristy Ellem (Australië) 1.08,27
2. Alicja Peczak (Polen) 1.08,33
3. Svetlana Bondarenko (Oekraïne) 1.08,39
4. Julia Russell (Zuid-Afrika) 1.08,41
5. Xue Han (China) 1.08,61
6. Danica Wizniuk (Canada) 1.08,88
7. Hanna Jaltner (Zweden) 1.09,07
8. Tara Sloan (Canada) 1.09,20
B-finale
9. Amanda Beard (Verenigde Staten) 1.09,04
10. Vera Lischka (Oostenrijk) 1.09,80
11. Manuela Dalla Valle (Italië) 1.09,99
12. Terrie Miller (Noorwegen) 1.10,20
13. Tong Mi (China) 1.10,23
14. Maria Östling (Zweden) 1.10,42
15= Elin Austevoll (Noorwegen) 1.10,71
15= Larisa Lacusta (Roemenië) 1.10,71
A-finale 200 meter schoolslag mannen
1. Alexander Goukov (Wit-Rusland) 2.09,25
2. Andrei Korneev (Rusland) 2.09,28
3. Jens Kruppa (Duitsland) 2.10,53
4. Stanislav Lopukhov (Rusland) 2.10,58
5. Chikara Nakashita (Japan) 2.10,84
6. Richard Maden (Groot-Brittannië) 2.10,95
7. Joaquin Fernandez (Spanje) 2.11,64
8. Yiwu Wang (China) 2.14,61
B-finale
9. Daniel Malek (Tsjechië) 2.12,38
10. Phil Rogers (Australië) 2.12,44
11. Andrew Ayers (Groot-Brittannië) 2.12,47
12. José Couto (Portugal) 2.12,84
13. Ryan Mitchell (Australië) 2.13,00
14. Borge Mork (Noorwegen) 2.13,17
15. Valeri Kalmikovs (Letland) 2.13,34
16. Peter Aronsson (Zweden) 2.14,34
A-finale 4×100 meter vrije slag vrouwen
1. CHINA 3.34,55 (wereldrecord)
Jingyi Le 53,32
Na Chao 54,73
Ying Shan 53,55
Yun Nian 52,95
2. DUITSLAND 3.34,69 (Europees record)
3. ZWEDEN 3.38,70
4. GROOT-BRITTANNIË 3.39,98
5. AUSTRALIË 3.40,55
6. VERENIGDE STATEN 3.41,86
7. CANADA 3.43,32
8. ZUID-AFRIKA 3.51,45

### Zondag 20 april 1997
A-finale 50 meter vrije slag mannen
1. Francisco Sánchez (Venezuela) 21,80
2. Mark Foster (Groot-Brittannië) 22,03
3. Ricardo Busquets (Puerto Rico) 22,17
4. José Meolans (Argentinië) 22,22
5. Scott Logan (Australië) 22,38
6= Yoav Bruck (Israël) 22,39
6= Gustavo Borges (Brazilië) 22,39
8. Alexander Lüderitz (Duitsland) 22,43
B-finale
9. Sion Brinn (Jamaica) 22,35
10. Bill Pilczuk (Verenigde Staten) 22,36
11. Indrek Sei (Estland) 22,38
12. Jeffrey English (Australië) 22,47
13. Felipe Delgado (Ecuador) 22,52
14= René Gusperti (Italië) 22,58
14= Dimitri Kalinovski (Wit-Rusland) 22,58
16. Yuri Vlasov (Oekraïne) 22,75
A-finale 200 meter wisselslag vrouwen
1. Louise Karlsson (Zweden) 2.11,19
2. Martina Moravcová (Slowakije) 2.11,39
3. Sue Rolph (Groot-Brittannië) 2.12,39
4. Sabine Herbst (Duitsland) 2.12,72
5. Britta Vestergaard (Denemarken) 2.13,04
6. Rachel Harris (Australië) 2.13,15
7. Alicja Peczak (Polen) 2.13,70
8. Yanyan Wu (China) 2.14,01
B-finale
9. Joanne Malar (Canada) 2.13,79
10. Jennifer Parmenter (VS) 2.14,18
11. Yan Chen (China) 2.14,73
12. Angela Kennedy (Australië) 2.15,32
13. Shelly Ripple (Verenigde Staten) 2.15,44
14. Katrin Jake (Duitsland) 2.15,93
15. Julia Russell (Zuid-Afrika) 2.17,27
16. Carrie Burgoyne (Canada) 2.17,32
A-finale 200 meter wisselslag mannen
1. Matthew Dunn (Australië) 1.57,46
2. Christian Keller (Duitsland) 1.58,35
3. Ron Karnaugh (Verenigde Staten) 1.59,12
4. James Hickman (Groot-Brittannië) 1.59,49
5. Xavier Marchand (Frankrijk) 1.59,78
6. Zane King (Australië) 2.00,63
7. Jakob Andersen (Denemarken) 2.01,27
8. Peter Mankoč (Slovenië) 2.02,55
B-finale
9. Theo Verster (Zuid-Afrika) 2.01,92
10. Nate Dusing (Verenigde Staten) 2.02,21
11. Mark Versfeld (Canada) 2.02,34
12. Josef Horky (Tsjechië) 2.02,53
13. Marko Milenkovic (Slovenië) 2.02,77
14. Michael Jacobson (Zweden) 2.03,65
15. Toshiaki Kurasawa (Japan) 2.03,70
16. Oleg Pukhnatiy (Oezbekistan) 2.04,43
A-finale 200 meter rugslag vrouwen
1. Yan Chen (China) 2.07,50
2. Misty Hyman (Verenigde Staten) 2.07,66
3. Lia Oberstar (Verenigde Staten) 2.08,29
4. Antje Buschschulte (Duitsland) 2.08,77
5. Sabine Herbst (Duitsland) 2.10,39
6. Joanne Deakins (Groot-Brittannië) 2.10,61
7. Tomoko Hagiwara (Japan) 2.11,56
8. Meredith Smith (Australië) 2.12,09
B-finale
9. Camilla Johansson (Zweden) 2.10,80
10. Lisa Virgini (Canada) 2.11,80
11. Dyana Calub (Australië) 2.13,84
12. Zoe Cray (Groot-Brittannië) 2.14,33
13. Marcela Kubalcikova (Tsjechië) 2.14,78
14. Charlene Wittstock (Zuid-Afrika) 2.14,95
15. Anna Kopatchenia (Wit-Rusland) 2.15,09
16. Alenka Kejzar (Slovenië) 2.17,42
A-finale 100 meter rugslag mannen
1. Neisser Bent (Cuba) 52,77
2. Brian Retterer (Verenigde Staten) 53,06
3. Adrian Radley (Australië) 53,36
4. Rodolfo Falcon (Cuba) 53,48
5. Keitaro Konnai (Japan) 53,53
6. Wei Wang (China) 53,75
7. Josh Watson (Australië) 54,36
8. Darius Grigalionis (Litouwen) 54,80
B-finale
9. Vladimir Selkov (Rusland) 53,29
10. Martin Harris (Groot-Brittannië) 54,04
11. Stev Theloke (Duitsland) 54,06
12. Adam Ruckwood (Groot-Brittannië) 54,32
13. Sergei Ostapchuk (Rusland) 54,52
14. Emanuele Merisi (Italië) 54,65
15. Mark Versfeld (Canada) 56,62
Przemyslaw Pietucha (Canada) gediskwalificeerd
A-finale 4×100 meter vrije slag mannen
1. DUITSLAND 3.14,08
Lars Conrad
Christian Tröger
Alexander Lüderitz
Aimo Heilmann
2. ZWEDEN 3.14,22
3. AUSTRALIË 3.14,83
4. GROOT-BRITTANNIË 3.16,47
5. RUSLAND 3.16,68
6. CANADA 3.19,36
7. VENEZUELA 3.21,07
BRAZILIË DSQ
A-finale 4×100 meter wisselslag vrouwen
1. CHINA 3.57,83
Jingyi Le
Na Chao
Ying Shan
Yin Niam
2. VERENIGDE STATEN 3.58,94
3. AUSTRALIË 4.01,55
4. ZWEDEN 4.02,42
5. DUITSLAND 4.03,06
6. DENEMARKEN 4.06,58
7. ITALIË 4.08,56
CANADA DSQ
A-finale 1500 meter vrije slag mannen
1. Grant Hackett (Australië) 14.39,54
2. Jörg Hoffmann (Duitsland) 14.40,67
3. Graeme Smith (Groot-Brittannië) 14.46,85
4. Chad Carvin (Verenigde Staten) 14.56,10
5. Ian Wilson (Groot-Brittannië) 14.56,29
6. Luiz Lima (Brazilië) 15.00,32
7. Denis Zavgorodny (Oekraïne) 15.07,54
8. Alexei Butsenin (Rusland) 15.09,59

## Medailleklassement
| Plaats | Land                | Goud | Zilver | Brons | Totaal |
| 1      | Australië           | 9    | 2      | 6     | 17     |
| 2      | China               | 3    | 5      | 2     | 10     |
| 3      | Zweden              | 3    | 2      | 0     | 5      |
| 4      | Duitsland           | 2    | 5      | 5     | 12     |
| 5      | Verenigde Staten    | 2    | 4      | 5     | 11     |
| 6      | Cuba                | 2    | 0      | 0     | 2      |
| 6      | Costa Rica          | 2    | 0      | 0     | 2      |
| 6      | Venezuela           | 2    | 0      | 0     | 2      |
| 9      | Verenigd Koninkrijk | 1    | 1      | 4     | 6      |
| 10     | Brazilië            | 1    | 1      | 0     | 2      |
| 11     | Denemarken          | 1    | 0      | 0     | 1      |
| 11     | Wit-Rusland         | 1    | 0      | 0     | 1      |
| 13     | Rusland             | 0    | 3      | 1     | 4      |
| 14     | Slowakije           | 0    | 1      | 1     | 2      |
| 14     | Polen               | 0    | 1      | 1     | 2      |
| 14     | Oekraïne            | 0    | 1      | 1     | 2      |
| 17     | Japan               | 0    | 1      | 0     | 1      |
| 17     | Nieuw-Zeeland       | 0    | 1      | 0     | 1      |
| 17     | Roemenië            | 0    | 1      | 0     | 1      |
| 20     | Canada              | 0    | 0      | 1     | 1      |
| 20     | Nederland           | 0    | 0      | 1     | 1      |
| 20     | Puerto Rico         | 0    | 0      | 1     | 1      |
| Totaal | Totaal              | 29   | 29     | 29    | 87     |

Langebaan (50 meter):

mannen · vrouwen

Belgrado 1973 · 
Cali 1975 · 
West-Berlijn 1978 · 
Guayaquil 1982 · 
Madrid 1986 · 
Perth 1991 · 
Rome 1994 · 
Perth 1998 · 
Fukuoka 2001 · 
Barcelona 2003 · 
Montréal 2005 · 
Melbourne 2007 · 
Rome 2009 · 
Shanghai 2011 · 
Barcelona 2013 · 
Kazan 2015 · 
Boedapest 2017 ·
Gwangju 2019 · 
Boedapest 2022 · 
Fukuoka 2023 · 
Doha 2024 · 
Singapore 2025

Kortebaan (25 meter): 

Palma de Mallorca 1993 · 
Rio de Janeiro 1995 · 
Gotenburg 1997 · 
Hongkong 1999 · 
Athene 2000 · 
Moskou 2002 · 
Indianapolis 2004 · 
Shanghai 2006 · 
Manchester 2008 · 
Dubai 2010 · 
Istanboel 2012 · 
Doha 2014 · 
Windsor 2016 · 
Hangzhou 2018 · 
Abu Dhabi 2021 · 
Melbourne 2022 · 
Boedapest 2024